# Mark Kirchner
Mark Kirchner (Neuhaus am Rennweg, Turíngia, RDA, 4 d'abril de 1970) és un biatleta alemany, ja retirat, que va destacar a la dècada del 1990.
Va participar en els Jocs Olímpics d'Hivern de 1992 celebrats a Albertville (França), on aconseguí guanyar dues medalles d'or en les proves de 10 km. esprint i relleus 4x7,5 km i una medalla de plata en la prova dels 20 quilòmetres. En els Jocs Olímpics d'Hivern de 1994 realitzats a Lillehammer (Noruega), a més de ser el banderer del seu país, aconseguí revalidar la medalla d'or obtinguda en la prova de relleus 4x7,5 km, finalitzant així mateix setè en la prova dels 20 km i dotzè en els 10 km. esprint.
Al llarg de la seva carrera esportiva guanyà deu medalles en el Campionat del Món de biatló, destacant set medalles d'or aconseguides els anys 1990 (10 km. esprint i prova per equips), 1991 (10 km. esprint, 20 km i relleus 4x7,5 km.), 1993 (10 km. esprint) i 1995 (relleus 4x7,5 km.).
Posteriorment va exercir d'ajudant de Frank Ullrich , l'entrenador en cap de l'equip masculí de biatló alemany, amb responsabilitats en el desenvolupament juvenil. L'abril de 2014 va ser nomenat entrenador masculí de la selecció nacional.